# Tusa (canción)
«Tusa» es una canción de la cantante colombiana Karol G y la rapera trinitense Nicki Minaj. Fue lanzada el 7 de noviembre de 2019 a través de Republic Records, Universal Music Latino y Universal Music Group como el primer sencillo del tercer álbum de estudio KG0516. Fue escrita por Keityn, Karol G y Minaj, y producida por Ovy On The Drums.
«Tusa» logró llegar al 56° puesto en las listas de Argentina, Chile, Costa Rica, El Salvador, España, Honduras, México, Nicaragua y Perú. Logró debutar en el puesto número 78 en la lista estadounidense Billboard Hot 100 y alcanzó el puesto 42 como su máxima posición. La canción se convirtió en la entrada número 106 de Minaj en la lista y la cuarta de Karol G, también extendió el récord de Minaj en tener el mayor número de entradas en la lista por una artista femenina. La canción debutó en el puesto número 56 también en la lista estadounidense Rolling Stone Top 100 y alcanzó el puesto 41 como su máxima posición.

## Antecedentes
«Tusa» es la primera colaboración entre las dos intérpretes. El 6 de noviembre de 2019, Karol G compartió la portada del sencillo en sus redes sociales, así como fragmentos del video musical oficial. El 7 de noviembre de 2019, fue el turno de Minaj y publicó un adelanto de la canción en un video a través su cuenta de Instagram anunciando su participación en ella. La canción se publicó el 8 de noviembre en plataformas digitales a través de Republic Records, Universal Music Latino y Universal Music Group.
En una entrevista con Billboard, Karol G contó cómo surgió la colaboración. Ella explicó que estuvo discutiendo una colaboración con Minaj a través de Instagram durante el verano, intercambiando canciones hasta elegir a «Tusa» por acuerdo mutuo. Hablando sobre Minaj, la cantante dijo:

«Primero le envié el texto en español, luego una traducción al inglés. A ella le encantó el concepto. Ella me llamó y dijo: "Voy a hacer el mejor rap de mi vida para tu canción", me sentí muy feliz. Le envié la pista a la 1 p.m. a la 1:08 p.m descargó el archivo, y a las 8 p.m. ella ya tenía la canción de regreso. Me sorprendió que ella escribiera cuatro líneas en español. Ella escribió todo su verso en inglés, y luego agregó dos líneas en español al comienzo de la canción y otras dos primeras en su verso por propia iniciativa».

## Composición
«Tusa» tiene una duración de tres minutos y veinte segundos. Fue escrita por Kevyn «Keityn» Mauricio Cruz Moreno, Karol G y Minaj, y cuenta con la producción de Daniel «Ovy On The Drums» Echavarría. «Tusa» es la jerga colombiana por la mezcla de dolor y deseo de venganza que siente una persona cuando su pareja rompe con ella, entendido también como despecho. Líricamente, los versos de Karol G cuentan la historia de una mujer que lucha por olvidar a su exnovio, mientras que el rap de Minaj le dice al hombre que la mujer ha seguido adelante con su vida.
«Tusa» es una canción acentuada por una muestra de la luz de un cuarteto de cuerda clásica. La canción comienza con los primeros acordes de los instrumentos y Minaj pregunta en español: «¿Qué pasó contigo?. Dímelo». Cuando comienza el ritmo, Karol G ofrece una introducción cantada y el primer estribillo. Minaj abre el primer verso en español y dice: «Pero hice todo este llanto por nada. Ahora soy una chica mala». Se reanuda el coro y Karol G entrega un segundo verso, seguido de un tercer coro. En el outro, las dos artistas se saludan: «Karol G, Nicki Minaj. The queen and the queen». Minaj también coloca su firma sonora en la canción, un vibrante múltiple.
Karol G habló sobre su reacción al escuchar el verso de Minaj en el que la rapera dice su nombre:

«Casi me muero. Cuando escuché la canción y la escuché decir: "Es Karol G y yo, que hablen las ratas", casi... de hecho, morí, volví a la vida, morí, volví a la vida, y morí y volví a la vida al menos 18 veces cuando me di cuenta de que [Nicki] Minaj había pronunciado mi nombre en su verso».

## Recepción

### Comentarios de la crítica
«Tusa» recibió críticas generalmente positivas. Sarah Osei de Highsnobiety escribió: «En inglés y español, las estrellas del pop ofrecen un himno despreocupado y alentador después de la ruptura». El verso de Minaj fue particularmente elogiado por los críticos, que aprecian el hecho de que Minaj se aventura al español. Devki Nehra de First Post dijo que la rapera «trae su firma feroz a esta dulce canción bilingüe, complementando perfectamente la canción de Karol G». Générations señaló que Minaj plantea «un flujo igual de bien calibrado [...] ¡Una conexión sorprendente, pero se mantiene bastante bien!».

### Recibimiento comercial
En Estados Unidos, «Tusa» debutó en el número uno de la lista Hot Latin Songs, se convirtió en la primera canción por dos artistas femeninas principales en debutar en la cima del listado, y también en la primera canción número uno en la lista por un acto femenino en un rol principal desde 2016, cuando «Chantaje» de Shakira con Maluma también logró llegar a la cima. Se convirtió en la sexta entrada de Minaj en la lista Hot Latin Songs, y en su segundo top 10, después de «Krippy Kush» en 2017 con Farruko, Bad Bunny, 21 Savage y Rvssian.
Karol G logró destronarse a sí misma en la cima de la lista Hot Latin Songs, reemplazando su anterior sencillo «China». Se convirtió en su segundo número en la lista y en la primera entrada número uno de Minaj en cualquier lista Latin de Billboard. En el Billboard Hot 100, la canción debutó en el puesto número 78, convirtiéndose en la cuarta entrada de Karol en la lista y la 106 de Minaj; la canción alcanzó el puesto número 42 como su máxima posición en la lista. «Tusa» también alcanzó el número 42 en la lista Rolling Stone Top 100 Songs en la semana que finalizó el 8 de noviembre de 2019, con 60,600 ventas más streams equivalentes a la pista y alcanzó el puesto número 42 como su máxima posición. Con más de 9,5 millones de streams en su primera semana, «Tusa» también alcanzó la cima de la lista Latin Streaming Songs de Billboard.
Además, la canción también entró en las listas de éxitos en Colombia, Francia, Italia, Lituania, Portugal, Suiza, Venezuela y otros países, logrando llegar al número uno en Argentina, Chile, Costa Rica, El Salvador, España, Honduras, México, Nicaragua y Perú.

## Video musical
El vídeo de «Tusa» fue lanzado a través del canal de YouTube de Karol G el 7 de noviembre de 2019. Fue filmado en Los Ángeles y dirigido por Mike Ho. El vídeo cuenta con más de 1359 millones de visitas y más de 11 millones de Me Gusta en Youtube hasta la fecha.
Nicki Minaj empatando con Ariana Grande,Taylor Swift, Shakira y Katy Perry como las únicas artistas femeninas en lograr 5 videos con más de 1000 millones de visitas en la plataforma

### Sinopsis
El video tiene lugar en una lujosa mansión rococó rosa y sus jardines. El video inicia con Karol G detrás de una toga rosa pálida, rodeada de bailarinas que realizan una coreografía en un belvedere con columnas griegas. Minaj luego aparece dentro de la mansión, vistiendo un vestido blanco donde hay sangría, joyas y luce una cola de caballo en su cabello, mientras el piso está cubierto con sábanas de satén rosa. Las dos artistas se encuentran para cantar el estribillo: Minaj vestida de rosa y con una corona con joyas incrustadas; Karol G con un traje blanco, una gargantilla de diamantes y de peinado una cola de caballo color plateada. En el segundo verso, Karol G representa a una diosa griega vestida nuevamente con una toga y aparece junto a unos pegasos, sosteniendo la cabeza de uno de ellos, mientras de fondo se aprecia una decoración tropical con tonos rosas. Karol G y Minaj recitan el último verso sentadas en una mesa cubierta con suntuosos cubiertos, luego el video termina con la primera escena de Karol G en el belvedere.

### Recepción comercial y crítica
El video logró generar un gran éxito en YouTube. En una semana, logró obtener más de 32 millones de visitas y generar más de 1,2 millones de me gusta.[cita requerida] Minaj se convirtió así en el primer artista en el mundo en tener más de 42 videos musicales que acumulan 1 millón de me gusta en la plataforma. El video fue visto más de 100 millones de veces en 21 días después de su lanzamiento. Esto hace que Minaj se mantenga como la única artista de todos los géneros combinados en acumular 54 videos que superan más de 100 millones de reproducciones.[cita requerida]
La recepción crítica para el clip también fue positiva. El sitio web francés Melty dijo que el video es «muy aclamado por el público que valida la decoración real y la atmósfera no podría ser más "kitsch"». Mike Nied de Idolator escribió: «La estética tiene toda la lujuria y bien podría causar un éxito viral». Rap-Up señaló que «Tusa» «ve a Barbie [Nicki Minaj] en todo su esplendor» y Suzy Exposito de Rolling Stone confirmó que las dos artistas «encarnan el glamour».

## Presentaciones en vivo
El 8 de diciembre de 2019, Karol G interpretó «Tusa» en la serie de conciertos Motion Sense del Google Pixel 4. La presentación se llevó a cabo en una azotea en Las Vegas y fue filmada para luego transmitirse en la entrega número 20 de los Premios Grammy Latinos el 14 de noviembre de 2019. El 10 de enero de 2020, la cantante colombiana se presentó en el programa de medianoche estadounidense The Tonight Show Starring Jimmy Fallon e interpretó la canción. El 5 de marzo del mismo año, Karol G interpretó la canción en solitario en la primera entrega de los Premios Spotify, realizados en la Ciudad de México.

## Créditos
Créditos adaptados de Spotify.
- Karol G - intérprete, composición
- Nicki Minaj - intérprete, composición
- Kevyn «Keityn» Mauricio Cruz Moreno - compositor
- Daniel «Ovy On The Drums» Echavarría - productor

## Posicionamiento en listas
| Lista (2019-2020)                           | Mejor posición |
| ------------------------------------------- | -------------- |
| Alemania (Offizielle Top 100 Charts)        | 79             |
| Argentina Hot 100 (Billboard)               | 1              |
| Argentina Airplay (Monitor Latino)          | 1              |
| Bélgica (Flandes) (Ultratip Bubbling Under) | 7              |
| Bélgica (Valonia) (Ultratip Bubbling Under) | 6              |
| Bolivia (Monitor Latino)                    | 1              |
| Canadá (Canadian Hot 100)                   | 98             |
| Chile (Monitor Latino)                      | 1              |
| Colombia (National-Report)                  | 1              |
| Costa Rica (Monitor Latino)                 | 1              |
| Ecuador (National-Report)                   | 1              |
| Ecuador (Monitor Latino)                    | 2              |
| El Salvador (Monitor Latino)                | 1              |
| España (PROMUSICAE)                         | 1              |
| España Top 50 Radios (PROMUSICAE)           | 12             |
| España (Lista 40)                           | 1              |
| Estados Unidos (Billboard Hot 100)          | 42             |
| Estados Unidos (Hot Latin Songs)            | 1              |
| Estados Unidos (Latin Digital Song Sales)   | 1              |
| Estados Unidos (Latin Streaming Songs)      | 1              |
| Estados Unidos (Rolling Stone Top 100)      | 41             |
| Francia (SNEP)                              | 14             |
| Grecia (IFPI)                               | 69             |
| Guatemala (Monitor Latino)                  | 1              |
| Honduras (Monitor Latino)                   | 1              |
| Italia (FIMI)                               | 16             |
| Lituania (AGATA)                            | 87             |
| México Top Streaming (AMPROFON)             | 1              |
| México (Mexico Airplay)                     | 11             |
| Nicaragua (Monitor Latino)                  | 1              |
| Panamá (Monitor Latino)                     | 2              |
| Paraguay (Monitor Latino)                   | 4              |
| Paraguay (SGP)                              | 1              |
| Perú (Monitor Latino)                       | 1              |
| Portugal (AFP)                              | 24             |
| Puerto Rico (Monitor Latino)                | 1              |
| República Dominicana (SODINPRO)             | 1              |
| Suecia Heatseeker (Sverigetopplistan)       | 6              |
| Suiza (Schweizer Hitparade)                 | 8              |
| Venezuela (Monitor Latino)                  | 1              |

| Lista (2020)                  | Mejor posición |
| ----------------------------- | -------------- |
| México (Streams México 2020 ) | 1              |

## Certificaciones
| País                        | Certificación             | Ventas certificadas | Ref.             |
| --------------------------- | ------------------------- | ------------------- | ---------------- |
| Argentina (CAPIF)           | 3x Platino                | 60 000              | [ 69 ]           |
| Brasil (ABPD)               | 3x Diamante               | 480 000             | [ 70 ]           |
| Chile (IFPI)                | 4x Platino                | 40 000              | [ 71 ]           |
| Colombia (ASINCOL)          | 12x Diamante              | 1 200 000           | [cita requerida] |
| España (PROMUSICAE)         | 9× Platino                | 360 000             | [ 72 ]           |
| Estados Unidos (RIAA)       | 41× Platino (Latin)       | 2 460 000           | [ 73 ]           |
| Francia (SNEP)              | Diamante                  | 500 000             | [ 74 ]           |
| Italia (FIMI)               | 2x Platino                | 200 000             | [ 75 ]           |
| México (AMPROFON)           | 21x Diamante + 2x Platino | 6 820 000           | [ 76 ]           |
| Portugal (AFP)              | 3x Platino                | 60 000              | [ 77 ]           |
| Uruguay (CUD)               | 7× Platino                | 700 000             | [ 78 ]           |
| Total: 11 950 000 de ventas |                           |                     |                  |

## Historial de lanzamiento
| País           | Fecha                   | Formato                     | Discográfica                                                   | Ref.   |
| -------------- | ----------------------- | --------------------------- | -------------------------------------------------------------- | ------ |
| Varios         | 7 de noviembre de 2019  | Descarga digital, Streaming | Republic Records, Universal Music Latin, Universal Music Group | [ 5 ]  |
| Italia         | 13 de diciembre de 2019 | Contemporary hit radio      | Universal Music Group                                          | [ 79 ] |
| Estados Unidos | 11 de febrero de 2020   | Contemporary hit radio      | Republic Records                                               | [ 80 ] |